# Ozarba amazonia
Ozarba amazonia là một loài bướm đêm trong họ Noctuidae.